# Championnat du Danemark féminin de football 2022-2023
Navigation
Édition précédente Édition suivante
L'Elitedivisionen 2022-2023 est la cinquante-et-unième saison du championnat du Danemark féminin de football. Le HB Køge, vainqueur de la saison précédente, remet son titre en jeu.

## Participantes
| \| Sundby BK AGF Aarhus Brøndby IF FC Nordsjælland Fortuna Hjørring KoldingQ HB Køge FC Thy-Thisted Q \| Localisation des clubs engagés dans le championnat. |
| Sundby BK AGF Aarhus Brøndby IF FC Nordsjælland Fortuna Hjørring KoldingQ HB Køge FC Thy-Thisted Q                                                           |

Ce tableau présente les huit équipes qualifiées pour disputer le championnat 2022-2023. 
| Club             | Ville      | Résultat en 2021-2022 |
| ---------------- | ---------- | --------------------- |
| Sundby BK (da)   | Copenhague | D2                    |
| AGF Aarhus       | Aarhus     | 7e                    |
| Brøndby IF       | Brøndby    | 3e                    |
| Fortuna Hjørring | Hjørring   | 2e                    |
| KoldingQ         | Kolding    | 5e                    |
| HB Køge          | Køge       | 1er                   |
| FC Nordsjælland  | Farum      | 6e                    |
| FC Thy-Thisted Q | Thisted    | 4e                    |

## Compétition

### Déroulement
La compétition se dispute en deux temps.
1. La première partie du championnat est une poule avec les huit participantes. Au terme des quatorze matchs les deux équipes placées aux deux dernières places jouent dans une poule avec quatre équipes de deuxième division pour tenter de se maintenir.
2. La deuxième partie du championnat regroupe les six premières équipes de la première phase. Elles disputent chacune dix matchs supplémentaires. Les deux dernières équipes de la première phase, elles, rejoignent les quatre meilleures équipes de deuxième division dans une poule de qualification.

### Classement

#### Première partie de saison
| Rang | Équipe           | Pts | J  | G  | N | P  | Bp | Bc | Diff |
| ---- | ---------------- | --- | -- | -- | - | -- | -- | -- | ---- |
| 1    | HB Køge T        | 39  | 14 | 13 | 0 | 1  | 35 | 9  | +26  |
| 3    | Brøndby IF       | 32  | 14 | 10 | 2 | 2  | 27 | 19 | +8   |
| 2    | Fortuna Hjørring | 22  | 14 | 7  | 1 | 6  | 24 | 19 | +5   |
| 4    | FC Thy-Thisted Q | 19  | 14 | 6  | 1 | 7  | 22 | 26 | -4   |
| 5    | FC Nordsjælland  | 17  | 14 | 5  | 2 | 7  | 22 | 26 | -4   |
| 6    | KoldingQ         | 15  | 14 | 4  | 3 | 7  | 15 | 23 | -8   |
| 7    | AGF Aarhus       | 11  | 14 | 3  | 2 | 9  | 20 | 26 | -6   |
| 8    | Sundby BK (da)P  | 7   | 14 | 2  | 1 | 11 | 6  | 27 | -21  |

#### Deuxième partie de saison
La phase de championnat débute le 31 mars 2023 pour se terminer le 10 juin 2023.
| Rang | Équipe           | Pts | J  | G | N | P  | Bp | Bc | Diff |
| ---- | ---------------- | --- | -- | - | - | -- | -- | -- | ---- |
| 1    | HB Køge T        | 60  | 10 | 6 | 3 | 1  | 57 | 15 | +42  |
| 2    | Brøndby IF       | 57  | 10 | 8 | 1 | 1  | 48 | 27 | +21  |
| 3    | Fortuna Hjørring | 44  | 10 | 7 | 1 | 2  | 40 | 24 | +16  |
| 4    | FC Nordsjælland  | 28  | 10 | 3 | 2 | 5  | 35 | 39 | -4   |
| 5    | KoldingQ         | 22  | 10 | 2 | 1 | 7  | 21 | 45 | -24  |
| 6    | FC Thy-Thisted Q | 19  | 10 | 0 | 0 | 10 | 26 | 50 | -24  |

#### Poule de promotion/relégation
| Rang | Équipe          | Pts | J  | G | N | P  | Bp | Bc | Diff |
| ---- | --------------- | --- | -- | - | - | -- | -- | -- | ---- |
| 1    | AGF Aarhus      | 25  | 10 | 8 | 1 | 1  | 31 | 11 | +20  |
| 2    | Aalborg BK      | 20  | 10 | 6 | 2 | 2  | 28 | 12 | +16  |
| 3    | B 93 Copenhague | 20  | 10 | 6 | 2 | 2  | 20 | 10 | +10  |
| 4    | Næstved BK      | 13  | 10 | 4 | 1 | 5  | 12 | 21 | -9   |
| 5    | Odense Q        | 8   | 10 | 2 | 2 | 6  | 17 | 19 | -2   |
| 6    | Sundby BK (da)P | 0   | 10 | 0 | 0 | 10 | 1  | 36 | -35  |

## Bilan de la saison
| Championnat du Danemark féminin de football 2022-2023   |                    |
| Champion                                                | HB Køge (3e titre) |
| Dauphin                                                 | Brøndby IF         |
| Ligue des champions féminine de l'UEFA 2023-2024        | HB Køge            |
| Ligue des champions féminine de l'UEFA 2023-2024        | Brøndby IF         |
| Promotions et relégations                               |                    |
| Promus en Championnat du Danemark féminin de football   | Aalborg BK         |
| Relégués en Championnat du Danemark féminin de football | Sundby BK (da)     |